# Луковско поље
Луковско поље је мало крашко поље у Црној Гори, северно од Никшића, а јужно од планине Војник. Име је добило по месту Луково. Захвата површину од око 5,3 km², дугачко је 2,5, а широко око 2 километра. Смештено је на надморској висини од 1500 метара, плитко је и равног дна по коме тече понорница. Становништво се углавном бави сточарством.